# Palazzo dell'Unione africana
Il palazzo dell'Unione africana è un complesso di edifici situato ad Addis Abeba, in Etiopia; ospita gli uffici dell'Unione africana.

## Storia
Il complesso fu costruito a partire dal gennaio del 2009, su finanziamento del governo cinese, allo scopo di promuovere lo sviluppo e l'unificazione dell'Africa; i lavori, realizzati da 1200 operai etiopi e cinesi, si protrassero per 3 anni, fino all'inaugurazione ufficiale che si svolse il 28 gennaio del 2012.

## Descrizione
Il moderno complesso, sviluppato su un'area complessiva di 112 000 m², è dominato dalla struttura principale di 20 piani, che, coi suoi 99,9 m di altezza (in riferimento al 1999, anno di fondazione dell'Unione africana), è l'edificio più alto della città.
All'interno del complesso, progettato secondo criteri ecosostenibili, si trovano, oltre agli uffici per 360 impiegati, una libreria, 32 sale conferenze e un centro congressi che può ospitare sino a 2505 persone.